# The Lighthouse by the Sea
The Lighthouse by the Sea é um curta-metragem de drama mudo produzido nos Estados Unidos em 1911, dirigido por Edwin S. Porter com roteiro escrito por Bannister Merwin.